# كليوباترا الرابعة
كليوباترا الرابعة ولدت في (140 – 112 قبل الميلاد) وكانت ملكة في مصر القديمة، وهي أحد سلالة البطالمة التي حكمت البلاد في العصر الهلنستي. كانت ابنة الفرعون بطليموس الثامن وكليوباترا الثالثة. وحكمت بالمشاركة مع اخيها بطليموس التاسع في الفترة خلال 116-115 ق م، وانتقلت بعدها إلى سوريا، التي كانت تحت حكم السلوقيين، وأصبحت زوجة وملكة أنطيوخوس التاسع ملك كيزيكوس.

## ملكة مصر
خلال طفولتها دخل والدها في صراع مع اخته وملكته، كليوباترا الثانية، واضطر لأن يهجر زوجته الجديدة كليوباترا الثالثة وأطفاله في جزيرة قبرص في 131 ق م وعملية إعادة الهدوء إلى الإسكندرية كانت بطيئة فيما بعد، لكن البطلمي تمكن من استعادة العرش في 130/29 ق م وبقي ملكاً حتى لفظ أنفاسه الأخيرة في 116 ق م تاركاً خلفه ولدين، بطليموس التاسع وبطليموس العاشر، وثلاث بنات: تريفينا ملكة السلوقيين في سوريا، وكليوباترا الرابعة التي تزوجت أكبر أخويها، وكليوباترا القمر الأولى. ووفقاً لإرادة والدهم، عرش مصر ترك لكليوباترا الثالثة، شريطة أن تشارك حكم المملكة مع أحد أبنائها، أياً كان من تختر هي منهم. واختارت كليوباترا ولأسبابها الخاصة، الأخ الأصغر، بطليموس العاشر. لكن بعد تدخل وغضب شعب الإسكندرية، اجبرت الأم على تولية الحكم لأبنها الأكبر بطليموس التاسع.
في بداية الأمر لم يقدر الحاكم الشاب على مقاومة إملاءات والدته. حتى بعد أن تم إزاحتها من قبل من قبل كليوباترا الرابعة، زوجته وأخته، والذي كان مرتبطاً بها بشدة، وقامت والدته بإجباره على الزواج من أخته الأخرى، كليوباترا القمر الأولى. أما بالنسبة لأخيه الأصغر بطليموس العاشر، قامت والدته بحذر بأخذ فكرة عزله عن الإسكندرية بعين الاعتبار، وهو ما حصل. فتلقى لقب لواء قبرص وعاش على الجزيرة.

## ملكة سوريا
كليوباترا الرابعة التي اثبتت فعالية نساء السلالة حملت الاسم الشهير على قدم المساواة حاضراً: كليوباترا. كانت على استعداد لمعارضة والدتها، كما فعلت هي الأخرى في الماضي بوالدتها، كليوباترا الثانية. سافرت إلى قبرص حيث نوت إحداث بين الجنود العسكريين الذين يخدمون على الجزيرة. مصادرنا لا توفر لنا المعلومات الكافية حول ما إن وعدها بطليموس العاشر بالتحالف والزواج، أو ما إذا كانوا يشجعونها لفترة من الوقت حتى يتم استعادتهم لحكم والدتهم.
على أي حال وفي نهاية المطاف كليوباترا الرابعة لم تبقى في قبرص. وذهبت إلى سوريا، حيث عرضت يدها والجيش الذي بصحبتها لعرش السلوقيين أنطيوخوس التاسع ملك كيزيكوس. وكان هذا الأخير في حرب مع أخيه غير الشقيق، أنطيوخوس الثامن على عرش سوريا، والأخير متزوج من شقيقة كليوباترا الكبرى، تريفينا. كليوباترا كانت في أنطاكيا عندما تم الإستيلاء عليها من قبل أنطيوخوس الثامن، ولإنقاذ نفسها فرت إلى معبد أبولو في دافني. أنطيوخوس الثامن أراد الحفاظ على حياتها، إما لأسباب دبلوماسية أو خوفاً من تدنيس المقدسات. ولكن تريفينا كانت مصرة وقامت بحث زوجها على قتل كليوباترا. وحين لمست يدا كليوباترا المذبح، كانتا قط قطعتا لكي تحملا، وهكذا ماتت كليوباترا وهي تشتم وتلعن أختها (112 ق م), بعد عام من هذا، أسرت تريفينا من قبل أنطيوخوس التاسع، وقام بتعذيبها والتضحية بها لتكريم روح زوجته المتوفاة.

## وصلات خارجية
- www.livius.org, Cleopatra IV